# فكتور فون هاكر
فكتور فون هاكر (بالألمانية: Viktor von Hacker)‏ هو أستاذ جامعي وجراح نمساوي، ولد في 21 أكتوبر 1852 في فيينا في النمسا، وتوفي في 20 مايو 1933 في غراتس في النمسا.